# 東郷隆
東郷 隆（とうごう りゅう、1951年12月16日 - ）は、 日本の小説家。 

## 略歴
神奈川県横浜市生まれ。國學院大學経済学部卒。國學院大學文学部博物館学助手をしつつ、模型サークル「カンプ・グルッペ・ジーベン」の一員として1970年代の『ホビージャパン』誌や『モデルアート』誌で戦車や大砲の模型製作記事を書いていたが、後に『コンバットマガジン』編集部へと移る。
1982年、ソ連のアフガン侵攻時のアフガニスタンルポをまとめたノンフィクション『戦場は僕らのオモチャ箱』を上梓する。西側のメディアでは初めて、ムジャーヒディーンにより捕獲された分隊支援火器タイプのRPK-74の実物を確認・紹介した。その後、“定吉七番”シリーズや“ヘルガ”シリーズ等の小説を発表し、小説家の道へ進む。
1990年、幻想歴史小説集『人造記』を発表。同作が第104回直木三十五賞の候補に選出されたのを皮切りに、多くの歴史・時代小説を発表する。

## 受賞歴
太字は受賞
- 1991年 - 『水阿弥陀仏』『放屁権介』『人造記』で第104回直木三十五賞候補。
- 1992年 - 『猫間』で第106回直木三十五賞候補。
- 1993年 - 『打てや叩けや』で第108回直木三十五賞候補。
- 1993年 - 『大砲松』で第15回吉川英治文学新人賞を受賞。
- 1994年 - 『終りみだれぬ』で第111回直木三十五賞候補。
- 1995年 - 『そは何者』で第113回直木三十五賞候補。
- 1998年 - 『そは何者』で第11回山本周五郎賞候補。
- 1998年 - 『洛中の露』で第119回直木三十五賞候補。
- 2004年 - 『狙うて候 銃豪村田経芳の生涯』で第23回新田次郎文学賞を受賞。
- 2012年 - 『本朝甲冑奇談』で第6回舟橋聖一文学賞を受賞。

## 作品リスト
- 定吉七番シリーズ

- ヘルガシリーズ

『褐色の装甲』 （1988年）中央公論社 C★NOVELS （2004年）小学館文庫
『密林の戦車狩り』 （1989年）中央公論社 C★NOVELS （2004年）小学館文庫
『砲撃目標ゼロ』 （1990年）中央公論社 C★NOVELS （2004年）小学館文庫
- 『人造記』 （1990年）東京書籍 （1993年）文春文庫

- 信長の野望シリーズ

『信長の野望 覇王の海上要塞』 （1991年）光栄 （1998年）講談社文庫 『架空戦記信長 覇王の海』に改題
『信長の野望 覇王激闘～謙信の挑戦～』 （1992年）光栄 （1999年）講談社文庫 『続・架空戦記信長 覇王暗殺』に改題
- 『打てや叩けや 源平物怪合戦』 （1992年）新潮社 （2007年）光文社文庫
- 『明治通り沿い奇譚』 （1993年）集英社 （1996年）新潮文庫
- 『大砲松』 （1993年）講談社 （1996年）講談社文庫
- 『終りみだれぬ』 （1994年）文藝春秋 （1998年）文春文庫
- 『南天』 （1995年）講談社 （2011年）講談社文庫
- 『本朝銃士伝』 （1996年）講談社 （2007年）講談社文庫 『銃士伝』に改題
- 『にっかり 名刀奇談』 （1996年）PHP研究所 （2003年）文春文庫 『戦国名刀伝』に改題
- 『蓮ちゃんの神さま 鎌倉ふしぎ話』 （1996年）集英社 （2000年）集英社文庫 『鎌倉ふしぎ話』に改題
- 『そは何者』 （1997年）文藝春秋 （2012年）静山社文庫
- 『洛中の露 金森宗和覚え書』 （1998年）新潮社 （2010年）文春文庫
- 『幕末袖がらみ』 （1998年）文藝春秋

- 御町見役うずら伝右衛門シリーズ

『御町見役うずら伝右衛門』 （1999年）講談社 （2002年）講談社文庫
『御町見役うずら伝右衛門・町あるき』 （2001年）講談社 （2005年）講談社文庫
- 『おれは清海入道』 （2000年）集英社 （2003年）集英社文庫 『おれは清海入道 集結!真田十勇士』に改題
- 『花はどこへ行った』 （2000年）マガジンハウス
- 『ププタン』 （2001年）講談社
- 『最後の幻術』 （2002年）新人物往来社 （2012年）静山社文庫
- 『浮かれ坊主法界』 （2002年）新潮社 （2013年）静山社文庫
- 『狙うて候 銃豪村田経芳の生涯』 （2003年）実業之日本社 （2010年）実業之日本社文庫
- 『悪いやつら 謀将・宇喜多直家』 （2003年）中央公論新社

- とげ抜き万吉捕物控シリーズ

『異国の狐 とげ抜き万吉捕物控』 （2003年）光文社 （2006年）光文社文庫
『のっぺらぼう とげ抜き万吉捕物控』 （2006年）光文社
『くちなわ坂 とげ抜き万吉捕物控』 （2009年）光文社
- 御用盗銀次郎シリーズ

『御用盗銀次郎』 （2004年）徳間書店 （2007年）徳間文庫
『大江戸打壊し 御用盗銀次郎』 （2006年）徳間書店
『赤報隊始末 御用盗銀次郎』 （2009年）徳間書店
- 『猿若の舞 初代勘三郎』 （2005年）新潮社
- 『蛇の王 ナーガ・ラージ』 （2005年）集英社 （2011年）講談社文庫
- 『いだてん剣法 渡世人瀬越しの半六』 （2005年）小学館 （2008年）小学館文庫
- 『我餓狼と化す』 （2006年）実業之日本社 （2012年）実業之日本社文庫
- 『女甲冑録』 （2006年）文藝春秋 （2009年）文春文庫 『黒髪の太刀―戦国姫武者列伝』に改題
- 『名探偵クマグスの冒険』 （2008年）集英社 （2013年）静山社文庫
- 『九重の雲 闘将桐野利秋』 （2009年）実業之日本社
- 『センゴク兄弟』 （2009年）講談社 （2010年）講談社文庫 宮下英樹作の漫画『センゴク』のスピンオフ 細川忠孝により漫画化もされている
- 『魁偉なり-広瀬武夫伝』 （2010年）日本放送出版協会
- 『青銭大名』 （2012年）朝日新聞出版
- 『本朝甲冑奇談』 （2012年）文藝春秋 （2013年）文春文庫
- 『初陣物語』 （2012年） 実業之日本社
- 『センゴク剣法』 （2013年） 講談社
- 『肥満　梟雄　安禄山の生涯』 （2014年） エイチアンドアイ
- 『忍者物語』 （2014年） 実業之日本社
- 『真説　真田名刀伝』 （2018年）角川春樹事務所

- 邪馬台戦記シリーズ

『邪馬台戦記 I　闇の牛王』 （2018年）静山社
『邪馬台戦記 II　狗奴王の野望』 （2019年）静山社
『邪馬台戦記 III　戦火の海』 （2020年）静山社
- 『風魔と早雲』 （2019年）エイチアンドアイ
- 『妖しい戦国　乱世の怪談・奇譚』 （2020年）出版芸術社
- 『妖しい刀剣　鬼を斬る刀』 （2020年）出版芸術社
- 『妖しい忍者　消えた忍びと幻術師』 （2021年）出版芸術社
- 『妖変未来記』 （2022年）出版芸術社
- 『うつけ者　俄坊主泡界１　大坂炎上篇』 （2023年）早川書房
- 『うつけ者　俄坊主泡界２　江戸破壊篇』 （2023年）早川書房
- 『異端考古学者向井幸介 1994年の事件簿』 （2024年）講談社（星海社）

## ノンフィクションその他
- 『戦場は僕らのオモチャ箱』 （1982年）徳間書店
- 『歴史図解 戦国合戦マニュアル』 （2001年）講談社 （2004年）講談社文庫 『絵解き 戦国武士の合戦心得』に改題
- 『歴史にひそみしもの』 （2003年）河出書房新社
- 『絵解き 雑兵足軽たちの戦い』 （2007年）講談社文庫
- 『「朝敵」たちの幕末維新』 共著 （2012年）新人物往来社
- 『ビジュアル合戦雑学入門: 甲冑と戦国の攻城兵器』 （2018年）大日本絵画
- 『病と妖怪―予言獣アマビエの正体』 （2021年）集英社インターナショナル

## 付記
- 直木賞には過去6回候補に選出。

第104回候補 「水阿弥陀仏」「放屁権介」「人造記」（『人造記』所収）
第106回候補 「猫間」（『東郷隆時代奇譚小説集』所収 白泉社）
第108回候補 『打てや叩けや 源平物怪合戦』
第111回候補 『終りみだれぬ』
第113回候補 『そは何者』
第119回候補 『洛中の露 金森宗和覚え書』
- 『定吉七番 秀吉の黄金』 PCエンジン

このゲームの発売された1988年11月頃には、全国放映のTVCMや雑誌広告に原作者である東郷本人が出演していた。